# Rejteki 1. sz. kőfülke
A Rejteki 1. sz. kőfülke Magyarország megkülönböztetetten védett barlangjai között van. Őslénytani és régészeti leletek kerültek elő belőle. A Bükki Nemzeti Parkban található. Turista útikalauzokban is ismertetve van.

## Leírás
A Rejtek-völgy középső részén található, a turistaút melletti sziklafalban. A völgytalp felett 8–10 méter magasságban nyílik. A kőfülke bejáratának szélesség 9 méter. Középső triász mészkőben alakult ki.
A jégkor végi rétegsor alsó részén még rénszarvas, medve, amely barlangi medve vagy barna medve volt és bölény csontok kerültek elő, majd megjelentek a kétéltűek és hüllők, sőt a mókus, a vakond és a nedvességkedvelő törpeegér maradványai is. A legfelső bolygatott rétegben zománcos és zománc nélküli edénytöredékek voltak. Az alsó rétegekben apró pattintott kőeszközöket találtak. A legrégebbi régészeti leleteket Vértes László a mezolitikum idejére tehető „barlangi gravetti” kultúrkörbe sorolta, amelynek ma Pilisszántói-kultúra a neve.
A barlang körüli sziklaerdő jellegzetes fűféléje az erdei csenkesz, valamint megtalálható például a fürtös salamonpecsét, a csodás ibolya, az egynyári szélfű, a szagos müge, a kereklevelű kapotnyak és a medvetalp is. A sziklák erdőtársulása a hársas-kőrises, amelynek a lombkoronaszintjében megtalálható a gyertyán és néha a bükk is.
Előfordul a barlang az irodalmában Emmy Felsnische (Bertalan 1976), Emmy Rock Shelter (Jánossy, Kordos 1976), Rejtek I. kőfülke (Fűköh 1979), Rejtek 1. sz. kőfülke (Kordos 1984), Rejteki 1. kőfülke (Jánossy 1963), Rejteki I. kőfülke (Vértes 1965), Rejteki I.-kőfülke (Hevesi 1977), Rejteki-kőfülke (Jánossy 1975), Rejteki kőfülke (Vértes 1965), Rejtek-sziklaeresz (Jánossy 1977) és Szarvaskő Rock Shelter (Jánossy, Kordos 1976) neveken is. 1984-ben volt először Rejteki 1. sz. kőfülke néven említve a barlang az irodalmában.

## Kutatástörténet
Jánossy Dénes és felesége 1957. április 22-én fedezték fel a barlangot, majd Jánossy Dénes 1957-ben próbaásatást végzett az üregben. Jánossy Dénes 1958-ban és 1959-ben, újra őslénytani leletek után kutatott a kőfülkében. A barlang alaprajz térképe és hosszmetszet térképe a Karszt- és Barlangkutatás című kiadvány 1961. évi évfolyamában jelent meg.
Vértes László 1965-ben kiadott könyve szerint a Rejteki I. kőfülke a Bükk hegységben helyezkedik el. Répáshuta közelében, a Csúnya-völgy É-i részén van a kicsi barlang bejárata. A kőfülkében Jánossy Dénes törpe eszközös mezolit leletet talált. Ásatásakor csekély régészeti anyag és jól értékelhető fauna került elő. Nagyon valószínű, hogy a mezolit ember megfordult benne, amelyre a korai posztglaciális szintben, kevert faunájú rétegben lévő egyetlen trapéz alakú, keresztélű nyílhegy és néhány atipikus szilánk utalnak. A barlangi gravettihez tartozhat az alsóbb, tarándos rétegből előkerült néhány apró atipikus töredék. Kevés lelőhellyel rendelkező őskőkorunk kérdéseinél gyakran olyan leletek is bizonyító erővel bírtak, amelyek csak egyetlen eszközből álltak, mint pl. a Rejteki kőfülke trapéz alakú nyílhegye.
Az 1975. évi MKBT Beszámolóban kiadott, Jánossy Dénes által írt jelentésben meg van említve, hogy 1975-ben készült el Jánossy Dénes és Kordos László közös tanulmányának kézirata, amelynek címe Pleistocene-Holocene Fauna from two Caves in Hungary. Ebben a tanulmányban a Rejteki-kőfülke őslénytani anyagának teljes feldolgozása megtalálható. A kikerült csigafaunát Krolopp Endre határozta meg. Vizsgálatának eredménye 1976-ban, Jánossy Dénes és Kordos László közös tanulmányában lett publikálva.
Az 1976-ban befejezett, Magyarország barlangleltára című kéziratban az olvasható, hogy a Bükk hegységben, Répáshután elhelyezkedő Rejteki 1. kőfülke másik neve Emmy Felsnische. Répáshutától K-re, a rejteki munkásszállótól D-re kb. 500 m-re található völgy K-i lejtőjén, a távvezeték irtásánál, kb. 500 m tszf. magasságban van a sziklaeresz jellegű bejárata. Az omladozó kőfülke 2,5 m hosszú és 9 m széles. Felső pleisztocén és holocén rétegsor ősmaradványokkal. A kézirat barlangra vonatkozó része 1 irodalmi mű alapján lett írva.
Az 1977. évi Karszt és Barlangban lévő, Jánossy Dénes által írt áttekintésben szó van arról, hogy a répáshutai Rejteki-kőfülke a jankovich-barlangi pleisztocén–holocén átmeneti sorozat más fáciessel jelentkező megfelelője. A publikációban van egy Magyarország térkép, amelyen azoknak a Magyarországon lévő barlangoknak a földrajzi elhelyezkedése figyelhető meg, amelyek őslénytani leleteik miatt ismertek. A térképen látható az Északi-középhegység lelőhelyei közé sorolt Rejtek-sziklaeresz földrajzi elhelyezkedése. A folyóirat 1977. évi különszámába bekerült az áttekintés angol nyelvű változata. Ebben a tanulmányban is közölve lett a térkép, amelyen Rejtek Rock Shelter a barlang neve.
Az 1984-ben napvilágot látott, Magyarország barlangjai című könyvben van egy Magyarország térkép, amelyen azoknak a Magyarországon lévő barlangoknak a földrajzi elhelyezkedése figyelhető meg, amelyek őslénytani leleteik miatt legismertebbek. A térképen látható a Rejtek 1. sz. kőfülke földrajzi elhelyezkedése. Az országos barlanglistában szerepel a Bükk hegységben lévő barlang Rejtek 1. sz. kőfülke néven Emmy Felsnische névváltozattal. A listához kapcsolódóan látható az Aggteleki-karszt és a Bükk hegység barlangjainak földrajzi elhelyezkedését bemutató 1:500 000-es méretarányú térképen a barlang földrajzi elhelyezkedése. Az 1986. évi Karszt és Barlangban megjelent bibliográfia regionális bibliográfia részében szerepel a barlang Rejteki 1. sz. kőfülke néven. Az összeállítás szerint a Karszt és Barlangban publikált írások közül 1 foglalkozik a barlanggal. Az 1986. évi Karszt és Barlang 1. félévi számának elülső borítóján van egy Poór István által készített, színes fénykép, amelynek címe A Rejteki-kőfülke a Bükkben.
1987-ben jelent meg Fűköh Leventének a csigafauna malakosztratigráfiai kiértékeléséről szóló tanulmánya. A Bükki Nemzeti Park Igazgatóság működési területén, a Bükk hegységben elhelyezkedő és 5381/107 kataszteri számú Rejteki 1. sz. kőfülke, 2006. február 28-tól, a környezetvédelmi és vízügyi miniszter 8/2006. KvVM utasítása szerint, megkülönböztetett védelmet igénylő barlang. A Bükki Nemzeti Park Igazgatóság működési területén lévő és 5381-107 kataszteri számú Rejteki 1. sz. kőfülke, 2012. február 25-től, a vidékfejlesztési miniszter 4/2012. (II. 24.) VM utasítása szerint, megkülönböztetetten védett barlang. 2013. augusztus 12-től a belügyminiszter 43/2013. (VIII. 9.) BM rendelete szerint a Borsod-Abaúj-Zemplén megyei, bükkszentkereszti, 5381-107 barlangkataszteri számú és 21299 lelőhely-azonosítójú Rejteki 1. sz. kőfülke régészeti szempontból jelentős barlangnak minősül.